# استفن استانتون

استفن استانتون (انگلیسی: Stephen Stanton؛ زادهٔ ۲۲ اوت ۱۹۶۱) صداپیشه اهل ایالات متحده آمریکا

استفن استانتون (انگلیسی: Stephen Stanton؛ زادهٔ ۲۲ اوت ۱۹۶۱) صداپیشه اهل ایالات متحده آمریکا است. وی از سال ۱۹۸۵ میلادی تاکنون مشغول فعالیت بوده‌است.

## زندگی‌نامه
استانتون در ۲۲ اوت سال ۱۹۶۱ در آوگسبورگ آلمان غربی به دنیا آمد. مادر او آلمانی و پدرش اهل آمریکا بود. وی در همان سال تولدش با خانواده به تمپا فلوریدا نقل مکان کرد. وی در سال ۱۹۸۱ به کالج هالیوود رفت تا در صنعت فیلم و تلویزیون کار کند.

## حرفه
او به عنوان همکار در صداگذاری شخصیت‌ها با افرادی چون الک گینس، جان کیوسک ،بروس ویلیس ،کلایو اوون ،نیکلاس کیج ،رابرت داونی جونیور ،راجر ایبرت ،تیم آلن ،پیتر کوشینگ ،جف گلدبلوم ،وینسنت شیاولی و بسیاری از افراد دیگر همکاری کرده‌است.